# Bank (Stratigraphie)
Die Bank oder Lage (abgek. Bk. oder Lg., engl. bed, layer; lat. stratum) ist die kleinste Einheit der Lithostratigraphie und umfasst eine aus ihrem Schichtverband besonders markant anhand ihrer Struktur, Farbe oder Material hervorstechende und räumlich weit verbreitete (lateral weit aushaltende) Schicht. Somit ist der lithostratigraphische Bank-Begriff in seiner Bedeutung deutlich exklusiver als der in der Geologie allgemein zur Beschreibung von Schichtungsmustern genutzte und damit petrologisch konnotierte gleichbezeichnete Begriff.

## Anforderungen an eine Bank als lithostratigraphische Einheit
Die Mächtigkeit (Dicke) einer Bank kann von wenigen Zentimetern bis mehreren Metern reichen, u. U. auch darüber. Sie sollte, wie andere lithostratigraphische Einheiten, über ein Typusprofil und eine Typusregion definiert sein. Die Ausscheidung einer einzelnen Schicht als lithostratigraphische Einheit sollte auf sehr markante Bänke mit hohem Wiedererkennungswert beschränkt sein, die sich geographisch über weite Strecken sowohl in Tagesaufschlüssen als auch in Bohrungen verfolgen lassen. In der klassischen Geologie wurden solche Bänke oft auch Leitbänke genannt. Sie sind etwa durch besonderen Fossil- oder Mineralieninhalt, besondere Lithologie, außergewöhnliche Mächtigkeit, oder besondere Sedimentstrukturen u. a. ausgezeichnet.

## Definition
In der Hierarchieebene der Einheiten der Lithostratigraphie ist die Bank (oder Lage) die kleinste bzw. unterste Einheit. Früher (und z. T. noch immer) wurde der ältere Begriff „Schicht“ als Synonym für eine Bank (im Sinne einer lithostratigraphischen Einheit) genommen. Der Begriff „Schicht“ ist jedoch in der geologischen Literatur so vieldeutig, dass er nicht mehr für eine Bank (im Sinne = kleinster Einheit der Lithostratigraphie) verwendet werden sollte. In der Sedimentologie wird dieser Begriff jedoch häufig (und korrekt) als Synonym für Bank verwendet.

## Gliederung
Die Bank wird in der Lithostratigraphie (im Gegensatz zur Bank in der Sedimentologie) nicht weiter unterteilt. Internstrukturen oder Intervalle (z. B. bei Turbiditen) werden lediglich als besonders markante Eigenschaften einer Bank betrachtet. Mehrere Lagen oder Bänke inklusive von nicht weiter lithostratigraphisch unterteilten Gesteinseinheiten bilden eine Subformation oder Formation, wobei eine Formation nicht in Subformationen unterteilt sein muss. Häufig werden die Ober- und/oder Untergrenzen einer Formation an die Oberseite bzw. an die Basis einer Bank im Sinne der Lithostratigraphie gelegt. Ferner können solche Bänke auch als Trenn-Elemente bei der Untergliederung einer Formation oder Subformation fungieren.